# Tiracola nigriclathrata
Tiracola nigriclathrata är en fjärilsart som beskrevs av W. Warren 1915. Tiracola nigriclathrata ingår i släktet Tiracola och familjen nattflyn. Inga underarter finns listade i Catalogue of Life.